# Višesjemena loboda
Višesjemena loboda (vrtna pepeljuga, lat. Lipandra polysperma; sin. Chenopodium polyspermum), jedina biljna vrsta u rodu Lipandra, porodica Štirovke (Amaranthaceae), nekada klasificirana u lobode (Chenopodium)
U Hrvatskoj se smatra za korov.
- sjeme

## Sinonimi
- Gandriloa Steud.
- Oligandra Less.
- Oliganthera Endl.
- Atriplex polysperma (L.) Crantz
- Chenopodium acutifolium Sm.
- Chenopodium arrectum Desm.
- Chenopodium bisaeriale Menyh.
- Chenopodium marginatum Spreng. ex Hornem.
- Chenopodium polispermum Neck.
- Chenopodium polyspermum L.
- Gandriloa atriplicoides (Less.) Steud.
- Lipandra atriplicoides Moq.
- Oligandra atriplicoides Less.
- Vulvaria polysperma (L.) Bubani